# Marquesat de Bassecourt
El marquesat de Bassecourt és un títol nobiliari espanyol creat el 25 de maig de 1915 pel rei Alfons XIII a favor de Lluís de Morenés i García-Alesson, fill de Carles de Morenés i de Tord, IV baró de les Quatre Torres, i de la seva esposa María Fernanda García-Alesson y Pardo de Rivadeneyra, VI comtessa d'El Asalto.

## Antecedents
Aquest títol de "Marquès de Bassecourt" que es va concedir com a títol del Regne en 1915, ho fou en record del concedit en el Regne de les Dues Sicílies el 3 de maig de 1736 a Francisco de Bassecourt y Thieulaine, Tinent General dels Exèrcits.

## Marquesos de Bassecourt
|                         | Titular                           | Període                 |
| Creació per Alfons XIII | Creació per Alfons XIII           | Creació per Alfons XIII |
| ----------------------- | --------------------------------- | ----------------------- |
| I                       | Lluís de Morenés i García-Alesson | 1915-1931               |
| II                      | Luis Morenés y de Arteaga         | 1931-1959               |
| III                     | Luis Morenés y Areces             | 1959-1999               |
| IV                      | Miguel Morenés y Sanchíz          | 1999-actual titular     |

## Història dels marquesos de Bassecourt
- Lluís de Morenés i García-Alesson, I marquès de Bassecourt.

1. Casat amb María de las Mercedes de Arteaga y Echagüe (1869-.), XVII comtessa de Bañares, XVII marquesa d'Argüeso, XIV marquesa de Campoo, XIV comtessa de Villada. El succeí el seu fill:

- Luis Morenés y de Arteaga (1903-.), II marquès de Bassecourt, XVIII marquès d'Argüeso, XV comte de Villada.

1. Casat amb María del Socorro Areces y Méndez de Vigo. El succeí el seu fill:

- Luis Morenés y Areces, III marquès de Bassecourt, XIX marquès d'Argüeso, XVI comte de Villada.

1. Casat amb Sylvia Sanchíz y Zuazo. El succeí el seu fill:

- Miguel Morenés y Sanchíz, IV marqués de Bassecourt.

1. Casat amb Constanza González y Bravo de Laguna.